# دهستان اسماعیلی
دهستان اسماعیلی نام دهستانی در بخش اسماعیلی شهرستان جیرفت، استان کرمان در ایران است. براساس سرشماری مرکز آمار ایران در سال ۱۳۸۵، جمعیت آن ۱۱۷۴۵ نفر (۲۴۸۵ خانوار) بوده‌است.